# Aeroporto Internacional Rodríguez Ballón
O Aeroporto Internacional Rodríguez Ballón  (AQP) está localizado cerca de 12 km da cidade de Arequipa, Peru. É o segundo aeroporto mais movimentado do sul do pais,ficando atrás apenas do Aeroporto Internacional Alejandro Velasco Astete que se localiza na cidade de Cuzco. Este aeroporto tem uma pista completamente pavimentada. Ele tem voos para alguns destinos nacionais e representa a principal porta de entrada para a cidade de Arequipa e suas atrações turísticas como suas ruínas e o Valle del Colca.

## Terminal e destinos
| Companhias       | Destinos                                | Ref   |
| ---------------- | --------------------------------------- | ----- |
| JetSmart Peru    | Cusco, Lima, Piura, Tarapoto e Trujillo | [ 1 ] |
| LATAM Peru       | Cusco e Lima                            |       |
| Sky Airline Peru | Lima                                    |       |
| Sky Airline      | Santiago                                | [ 2 ] |